# Gustav 4. Adolf af Sverige
Gustav 4. Adolf (født 1. november 1778, død 7. februar 1837) var konge af Sverige 1792-1809.
Han var søn af Gustav 3. og Sophie Magdalene af Danmark. Efter mordet på faderen i 1792 blev han konge til 1796 med en formynderregering under ledelse af hans farbror hertug Karl (den senere Karl 13. af Sverige). Under Napoleonskrigene tog han konsekvent stilling mod Napoleon og Frankrig, hvad der ledte til den finske krig og tabet af Finland. Utilfredsheden i Sverige herover var så stor, at han blev afsat ved et statskup i 1809. Han tilbragte resten af livet i eksil forskellige steder på det europæiske fastland under stadigt fattigere forhold.

## Biografi

### Opvækst
Gustav Adolf blev født på Stockholms slot den 1. november 1778 som søn af kong Gustav 3. af Sverige og Sophie Magdalene af Danmark. Han havde en lillebror, Karl Gustav, der døde som spæd, og Gustav Adolf voksede op som enebarn.
Allerede tidligt opstod et rygte om, at det ikke var Gustav 3., der var far til barnet, men derimod den finske adelsmand Adolf Fredrik Munck af Fulkila, som havde hjulpet til ved kongeparrets seksuelle debut. Rygtet blev sågar støttet af Gustav 3.'s bror, Hertug Karl, og gennem ham videreført til deres mor enkedronning Louise Ulrike. Det førte til et brud mellem Gustav 3. og hans mor, som blev tvunget til at bringe et dementi, og striden blev først bilagt på enkedronning Louise Ulrikes dødsleje.
Gustav 3. engagerede sig stærkt i sin søns opdragelse. Således fik Gustav Adolf sin egen informator, det pedantiske rigsrådsmedlem Fredrik Sparre, da han var to år og otte måneder gammel. Som tiårig modtog han serafimerordenen. Tretten år gammel oplevede Gustav Adolf mordet på sin far, et traume der satte sig dybe spor og prægede hans liv.

### Tronbestigelse
Efter mordet på faderen besteg den 13-årige Gustav Adolf modvilligt tronen med sin farbror hertug Karl (den senere Karl 13. af Sverige) som formynder. Reelt blev regeringen ført af Gustaf Adolf Reuterholm, hvis far Esbjörn Christian Reuterholm havde tilhørt oppositionen mod Gustav 3.
Som informator fik han nu den svenske embedsmand og filosof Nils von Rosenstein. Gustav Adolf lærte ud over latin også finsk, hvad der var usædvanligt for en svensk konge og ironisk med tanke på, at han mistede Finland og blev dets sidste svenske regent.
I august 1796 sendte hertug Karl den unge konge på en rejse til Sankt Petersborg for at få Gustav Adolf forlovet med Katarina den Stores sønnedatter, storfyrstinde Alexandra Pavlovna af Rusland. Ægteskabsplanerne strandede på den gudsfrygtige Gustav Adolfs totale afvisning af den kommende bruds mulighed for fortsat at bekende sig til den russisk-ortodokse tro.

### Regeringstid
Den 1. november 1796 blev kongen myndig og overtog regeringen. Den 31. oktober 1797 giftede han sig i Stockholm med prinsesse Frederikke af Baden, barnebarn af markgreve Karl Frederik af Baden.
I begyndelsen af sin regering opnåede han en vis respekt ved sparsommelig og sædelig livsform, men efterhånden trådte snæversyn og fanatisme mere frem. I 1805 sluttede han sig til koalitionen mod Napoleon, som han nærede et stort had til. Det førte i 1807 til, at Sverige måtte rømme Pommern.
Da Rusland og Frankrig fandt sammen efter freden i Tilsit (9. juni 1807), fik Sverige både Danmark og Rusland imod sig, og russerne rykkede ind i Finland, som svenskerne måtte forlade i november 1808. Samtidigt var der risiko for et dansk-fransk angreb. Kongen ville ikke opgive sin krig, og for at forhindre et totalt sammenbrud iværksatte hæren under ledelse af Georg Adlersparre og grev Carl Johan Adlercreutz 13. marts 1809 fængslingen af Gustav 4. Adolf med familie på Gripsholms slot.
29. marts abdicerede Gustav frivilligt i håb om at sikre kronen for sin søn, men 19. maj vedtog Stænderforsamlingen, der var domineret af hæren, at de begge skulle fjernes fra tronen, som den 19. maj blev overtaget af hertug Karl under navnet Karl 13. af Sverige.

### Eksil
Gustav Adolf drog herefter i eksil med sin familie. Efter et ophold i København begav den afsatte kongefamilie sig til hoffet i Baden, dronningens hjemland. Gustav Adolf forsøgte her uden held at hævde sin ret til Sveriges krone. Familien bosatte sig først i Basel i Schweiz, men situationen medførte, at ægteskabet med Frederikke blev opløst i 1812.
Som fraskilt svensk ekskonge flakkede han herefter ulykkelig rundt i Mellemeuropa, først under titlen "greven af Gottorp", derefter som "Oberst Gustafsson". Han havde en række elskerinder og med tre af dem fik han børn, en af kvinderne fik trillinger. Det eneste barn han anerkendte faderskabet til var Adolf Gustavsson (ca. 1820-1900), som han fik med sin elskerinde Maria Schlegel.
I oktober 1833 flyttede han ind på værtshuset Zum Weissen Rössli (dansk: Den Hvide Hest) i Sankt Gallen i Schweiz. Der døde han fire år efter den 7. februar 1837, ensom, alkoholiseret og fattig, efter 28 år i eksil.

## Eftermæle
Gustav 4. Adolf har ry som ubegavet og sær, hans uduelighed førte til tabet af Finland. Det skyldes især dem, der afsatte ham og Runebergs Fänrik Ståls sägner, der længe var obligatorisk læsning i svenske skoler.

## Børn
Gustav Adolf og Frederikke fik fem børn, hvoraf fire nåede voksenalder:
1. Gustav (1799-1887), kronprins af Sverige, efter 1829 kendt som Gustav, prins af Wasa, gift med Louise af Baden
2. Sophie (1801-1865), gift med storhertug Leopold af Baden
3. Carl Gustav (1802-1805), storfyrste af Finland, hertug af Småland
4. Amalie (1805-1853)
5. Cecilie (1807-1844), gift med storhertug August 1. af Oldenborg.

## Anetavle
| P                                   | I                               | II                                | III                                                      |
| ----------------------------------- | ------------------------------- | --------------------------------- | -------------------------------------------------------- |
| Proband: Gustav 4. Adolf af Sverige | Far: Gustav 3. af Sverige       | Farfar: Adolf Frederik af Sverige | Farfars far: Christian August af Slesvig-Holsten-Gottorp |
| Proband: Gustav 4. Adolf af Sverige | Far: Gustav 3. af Sverige       | Farfar: Adolf Frederik af Sverige | Farfars mor: Albertina Frederika af Baden-Durlach        |
| Proband: Gustav 4. Adolf af Sverige | Far: Gustav 3. af Sverige       | Farmor: Lovisa Ulrika af Preussen | Farmors far: Frederik Vilhelm 1. af Preussen             |
| Proband: Gustav 4. Adolf af Sverige | Far: Gustav 3. af Sverige       | Farmor: Lovisa Ulrika af Preussen | Farmors mor: Sophie Dorothea af Hannover                 |
| Proband: Gustav 4. Adolf af Sverige | Mor: Sofia Magdalena af Danmark | Morfar: Frederik 5.               | Morfars far: Christian 6.                                |
| Proband: Gustav 4. Adolf af Sverige | Mor: Sofia Magdalena af Danmark | Morfar: Frederik 5.               | Morfars mor: Sophie Magdalene af Brandenburg-Kulmbach    |
| Proband: Gustav 4. Adolf af Sverige | Mor: Sofia Magdalena af Danmark | Mormor: Louise af Storbritannien  | Mormors far: Georg 2. af Storbritannien                  |
| Proband: Gustav 4. Adolf af Sverige | Mor: Sofia Magdalena af Danmark | Mormor: Louise af Storbritannien  | Mormors mor: Caroline af Ansbach                         |